# Darwin hegyesorrú békája
A Darwin hegyesorrú békája vagy Darwin-béka (Rhinoderma darwinii) a kétéltűek (Amphibia) osztályába a békák (Anura) rendjébe és a orrosbékafélék (Rhinodermatidae) családjába tartozó faj.
Nevét felfedezőjéről, Charles Darwinról kapta.

## Előfordulása
Chile és Argentína területén honos. Ligeterdők, hideg vizű folyóinak lakója.

## Megjelenése
Testhossza 2,6 centiméter, súlya kevesebb, mint 2 gramm. Jellegzetes hegyes csúcsban kihúzódott orra van.

## Életmódja
Apró rovarokkal és férgekkel táplálkozik.

## Szaporodása
Ivadékgondozásának egészen sajátos és egyedülálló módja van. A nőstény 20-40 petét rak, 20 nap után amikor a lárvák elkezdenek mozogni a hímek a nyelvükkel összeszedik őket, és a kitágult hangzsákjukba rakják. Amikor az ebihalak elérik az 1 centiméteres nagyságot és a farkuk is visszafejlődik, kiugrálnak a száján és a szabadban fejlődnek tovább.